# Verkehrstüchtigkeit
Verkehrstüchtigkeit (auch Fahrtüchtigkeit, Fahrvermögen, Fahrtauglichkeit, Verkehrstauglichkeit) bezeichnet die Eignung zu einer sicheren Fortbewegung in räumlichen Dimensionen. Er findet sich im Sprachgebrauch einerseits auf die Befähigung von Personen (Verkehrsteilnehmer), andererseits aber auch auf die Eigenschaft von Verkehrs- und Transportmitteln (Fahrzeuge) bezogen.

## Begriff
Der Grundbegriff Verkehr bezeichnet allgemein den Prozess der Ortsveränderung von Personen, Fahrzeugen, Gütern, Nachrichten und anderen beweglichen Objekten. Das Kompositum „Verkehrstüchtigkeit“ etikettiert die Sicherheit dieser Ortsveränderungsprozesse und die Eignung beziehungsweise Befähigung, diese zu gewährleisten. Entsprechend dieser Vielschichtigkeit findet sich der Begriff Verkehrstüchtigkeit in so unterschiedlichen Bereichen wie etwa der Verkehrspädagogik, der Verkehrspsychologie, der Fahrzeugtechnik, dem Verkehrsrecht, der Arzneimittelkunde oder der Verkehrsmedizin. Sie alle vereint die Bedeutung der Eignung beziehungsweise der Feststellung zur Eignung sicheren Verkehrens. Sie unterscheiden sich bei der Bezugsebene.

## Anwendungsbereiche

### Verkehrsteilnehmer
Im Verkehrsleben steht der Mensch im Mittelpunkt. Um sich sicher und partnerbezogen in gemeinsamen Verkehrsräumen mit anderen Verkehrsteilnehmern bewegen zu können, muss jede Person eine entsprechende Verkehrstüchtigkeit bei sich ausbilden, die je nach Art seiner Verkehrsbeteiligung ein einschlägiges Wissen und Können sowie eine entsprechende Verhaltensbereitschaft beinhaltet. So kommt der Verkehrsertüchtigung, etwa in der Verkehrspädagogik, eine zentrale Rolle zu:
Die Befähigung zur aktiven Verkehrsteilnahme sollte so früh wie möglich erfolgen. Der offizielle Lernprozess vollzieht sich entsprechend der Entwicklung des Kindes und Heranwachsenden und seiner sinnvollen Verkehrsbeteiligung von der Ausbildung zum kompetenten Fußgänger über die Befähigung zum selbstständigen Radfahrer bis zum intelligenten Kraftfahrer. Daneben kommt der umweltschonenden Nutzung öffentlicher Verkehrsmittel eine hohe Bedeutung zu. Wirklichkeitsgerechte Verkehrstüchtigkeit schließt dabei die Kenntnis von Unfallgefahren und den Umgang mit ihnen zwingend ein: „Unfallbeispiele führen Kindern die Dringlichkeit von Verkehrstüchtigkeit drastisch vor Augen. Sie vom unterrichtlichen Geschehen auszuschließen, hieße, realitätsblind und wirklichkeitsfremd unterrichten. Nahezu jeder zweite Schulanfänger hat zumindest schon einen Beinaheunfall erlebt.“ Eigene Erfahrungen dazu lassen sich über Verkehrsspiele im Schonbereich verletzungsfrei sammeln.
Verkehrstüchtigkeit nur zu propagieren und ihren Erwerb nur anzubieten, reicht zur Absicherung der Verkehrsabläufe und zur Vermeidung von Unfallereignissen allerdings nicht aus. Das Verkehrsrecht sieht daher zur Verminderung von Verkehrsverstößen und Regelwidrigkeiten in öffentlichen Räumen freiwillige und obligatorische Qualifizierungen über Prüfungen und Lizenzen vor, mit denen der Stand der Verkehrstüchtigkeit festgestellt wird. Außerdem sind Kontrollen vorgesehen, mit denen Verkehrssünder und Verkehrsrowdys gegebenenfalls überführt und sanktioniert werden können: „Polizeibeamte dürfen Verkehrsteilnehmer zur Verkehrskontrolle einschließlich der Kontrolle der Verkehrstüchtigkeit und zu Verkehrserhebungen anhalten. […]. Die Verkehrsteilnehmer haben die Anweisungen der Polizeibeamten zu befolgen.“
Da die Verkehrstüchtigkeit auch durch Alkoholeinfluss, Drogen, Medikamente, physische oder psychische Krankheiten beeinträchtigt sein kann sind bei Auffälligkeiten auch spezielle Medizinisch-Psychologische Untersuchungen (MPU) und juristische Maßnahmen vorgesehen, welche die Verkehrstauglichkeit sicherstellen sollen.

### Fahrzeuge
Der Ausdruck Verkehrstüchtigkeit wird im Sinne von „Verkehrstauglichkeit“, „Betriebstauglichkeit“ oder „Fahrtauglichkeit“ auch beim Einsatz von Fahrzeugen verwendet. Er beschreibt den technischen Zustand von Fahrrädern, Motorrädern oder Automobilen, deren Brauchbarkeit und hinreichende Sicherheit für den Einsatz im Straßenverkehr gewährleistet sein muss:
„Das Ziel der Prüfung der technischen Verkehrstüchtigkeit von Fahrzeugen ist, sicher zu stellen, dass die Fahrzeuge während ihrer Nutzung in einem sicheren und umweltfreundlich annehmbaren Zustand gehalten werden.“
Bei der Fahrradkontrolle etwa überprüft die Polizei das Tragen eines Schutzhelms, die Ausstattung mit zwei Katzenaugen, das Funktionieren des Vorder- und Rücklichts sowie der Bremsen und der Lenkung. Auch bei der PKW- und LKW-Kontrolle stehen etwa die lichttechnischen Einrichtungen, die Bremssysteme, der Reifenzustand, die Beladungsgegebenheiten sowie Beschädigungen oder Veränderungen am Fahrzeug im Fokus der Inspektion, welche die Sicherheit im Straßenverkehr beeinträchtigen können.